# Saṃnyāsa
Il saṃnyāsa (devanāgarī: संन्यास; anche sannyāsa) è l'ultimo dei quattro ashrama dell'induismo, alla quale si accede tramite una particolare iniziazione chiamata "samnyāsa dikśa"; da quel momento in poi il dikśita - l'iniziato - assume il titolo di Svāmī.

Nella tradizione induista, è il culmine e lo stadio finale della vita, in cui occorre rinunciare ai beni materiali e dedicarsi interamente al proprio cammino spirituale:
«Dopo aver trascorso il terzo quarto della propria vita nella selva, durante il quarto egli abbandonerà gli attaccamenti e diverrà un asceta errante». 
Quindi come "asceta errante" (yati) privo di qualsiasi possesso, di casa o di focolare, vivrà solo di elemosine. 
L'ultimo rito che compirà prima di divenire uno yati sarà il "sacrificio di Prajāpati" donando ogni sua proprietà ai poveri e ai brahmani, quindi interiorizzando quel fuoco sacrificale che lo aveva accompagnato nei riti religiosi per tutta la vita. Concentrato solo sul mokṣa, con barba e capelli rasati, le unghie tagliate, con solo una ciotola, un bastone e un vaso per l'acqua e senza mai nuocere ad alcun essere vivente, «Egli non aspirerà alla morte né aspirerà alla vita. Semplicemente attenderà il proprio tempo, come un servitore attende la ricompensa». 
Stefano Piano evidenzia tuttavia che se il saṃnyāsa era originariamente lo stadio finale della vita, a partire da Śaṅkara (VII-VIII secolo) si avviò il costume da parte di alcuni devoti hindū di abbracciare quest'ultimo stato subito dopo il brahmācarya.